# Kiliansgården
Kiliansgården, eller Hemgården, är en byggnad vid Kiliansgatan 11 i korsningen med Magle Stora kyrkogata, i kvarteret Sankt Mikael i Lunds stadskärna.
Byggnaden, som sedan 1949 ägs av Lunds stad, inhyser sedan 1960 Lunds Ungdoms- och Hemgård, en obunden föreningsdriven fritidsgård. Verksamheten startade 1942. På hemgården finns bland annat aktiviteter som biljard, sällskapsspel, pingis, fotolaboratorium samt inspelnings- och repetitionslokaler. 
Huset byggdes 1775 som bostadshus på en stor tomt som omfattade hela den östra delen av kvarteret. Byggherre var troligen filosofiprofessorn Johan Nelander. Senare ägare till tomten har varit bland andra professorerna Matthaeus Fremling och Peter Dahl. 
På fastigheten finns idag två byggnader: en stor mitt på tomten och en liten i hörnet av Kiliansgatan och Magle Stora Kyrkogata.
Den stora byggnaden är uppförd av ekekorsvirke och har sockel av natursten med en del stenar från medeltida kyrkor. 
När Lunds stad blev ägare till huset 1949 var hela huset putsat. Taket var klätt med skiffer mot söder och papp mot norr. En omfattande renovering gjordes 1960, då det i möjligaste mån återställdes till husets ursprungliga utseende.
Tomtens lilla hus är ursprungligen byggt som uthus till det stora. År 1956 renoverades det och inreddes till en konsthantverksbutik.